# بیل لیندهارد
بیل لیندهارد (انگلیسی: Bill Lienhard؛ زادهٔ ۱۴ ژانویهٔ ۱۹۳۰ – ۸ فوریهٔ ۲۰۲۲) بازیکن بسکتبال اهل ایالات متحده آمریکا بود.
وی در مسابقات کشوری و بین‌المللی در مجموع برندهٔ ۱ مدال طلا شده بود.